# Diethelm Lavater

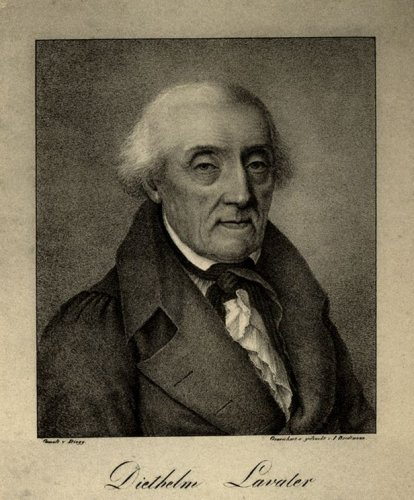
Diethelm Lavater

Diethelm Lavater (* 5. Oktober 1743 in Zürich; † 4. März 1826 ebenda) war ein Mediziner und Ratsherr, langjähriger Meister vom Stuhl und engagierter Freimaurer der Zürcher Loge Modestia cum Libertate. Er bekleidete politische und öffentliche Ämter.

## Leben
Diethelm Lavater war ein Sohn des Arztes und Apothekers Johann Heinrich Lavater († 1774) und dessen Frau Regula (geborene Escher vom Glas). Er war das drittjüngste von fünfzehn Geschwistern. Der Pfarrer Johann Caspar Lavater war einer seiner Brüder. Er besuchte die öffentlichen Schulen seiner Vaterstadt, zuletzt das Collegium Humanitatis. Im Anschluss begann er eine Lehre in der Apotheke seines Onkels Mathias Lavater (1709–1775). Von 1765 bis 1766 absolvierte er ein Studium der Medizin bei Christian Gottlieb Ludwig in Leipzig und promovierte am 18. April 1767 in Halle mit der Dissertatio inauguralis chemico-medica de Antimonio variisque ejus tinctunis alcalinis menstruis factis. Nach dem Tod des Vaters und das Onkels wirkte er als selbständiger Arzt und Apotheker.
Er beschäftigte sich eingehend mit den Naturwissenschaften, hier insbesondere mit der Chemie und der Mineralogie. So trug er eine umfangreiche Mineraliensammlung zusammen, darunter viele Versteinerungen aus den Brüchen von Oeningen. Auf seinen Reisen nach Deutschland hatte er Kontakte zu Mitgliedern unterschiedlicher Freimaurerlogen. Im Jahr 1765 wurde er in der Loge «Libanon zu den drei Cedern» in Erlangen aufgenommen. Als Tischgenosse Goethes trat er 1766 in Leipzig der Loge «Zu den drei Palmen» bei, und als ein Freund Johann Christian Schubarts beteiligte er sich an der Strikten Observanz. Am 21. April 1767 trat er in Leipzig als «Armiger Fr. Diethelmus ab Aesculapio» dem Tempelherrensystem Karl Gotthelf von Hund und Altengrotkaus bei. 1771 schloss er sich der neu gegründeten Zürcher Loge «La Discrétion» an und übernahm 1772 die Leitung der  lateinisch benannten Loge «Modestia cum Libertate». 1777 wurde Lavater zum Grossmeister des Deutsch-helvetischen Directoriums zu Zürich gewählt. Er nahm 1782 als Grossprior von Helvetien am Konvent zu Wilhelmsbad teil.
In den Jahren 1775 bis 1798 war er Grossrat in Zürich, 1778 wurde er in die Reformationskammer aufgenommen, 1779 Mitglied des Sanitätsrats und 1788 weltliches Mitglied des Kirchen- und Schulrats. Er fungierte von 1792 bis 1798 als Kleinrat und in den Jahren 1794, 1796 und 1798 als Obervogt von Schwamendingen-Dübendorf. 1799 war er Mitglied der kantonischen Interimsregierung und von 1803 bis 1826 Gross- und Kleinrat für die Zunft zur Saffran in Zürich.
Lavater war von 1768 bis zu seinem Tod 1826 Mitglied der Naturforschenden Gesellschaft und fungierte dort von 1803 bis 1811 als Quästor und Vizepräsident.

### Familie
Lavater war mehrmals verheiratet:
- 23. Juli 1769 mit Anna Elisabeth (15. Februar 1748–11. August 1776), Tochter von Anton Lavater und Anna Barbara Landolt.
  - Anna Kleophea Lavater (1772–1774)
  - Cleophea Lavater (1774–1845) ⚭ mit Christoph Salomon Schinz (1764–1847)[6]
  - Matthias Lavater (1775–1777)
- 5. Januar 1777 mit Regula (geborene Usteri, 2. März 1740–28. Dezember 1800),
  - Elisabeth Regula Lavater (*/† 1778)
  - Diethelm Heinrich Lavater (Februar 1781–1846), Mediziner ⚭ mit Anna Margaretha Hofmeister
  - Anna Lavater (1783–1784)
  - Anna Lavater (1785–1789)
- 16. Februar 1802 mit Rosa (geborene Linder, 28. November 1758–20. Juni 1839), Tochter von Emanuel Linder und Anna Maria Euler.

## Werke (Auswahl)
- Von der alten zur neuen Freimaurerei: Briefwechsel und Logenreden von Diethelm Lavater nach 1800; zur 150-Jahr-Feier der Grossloge Alpina (Mit der Biographie D. Lavaters von Heinrich Meier. Hrsg. und eingeleitet von Werner G. Zimmermann. Im Auftr. der Modestia cum Libertate). Rohr, Zürich 1994, ISBN 3-85865-099-4 (snl.ch).